# Christianity Today
Christianity Today — евангельский христианский медиа-журнал, основанный в 1956 году Билли Грэмом. Издаётся организацией Christianity Today International, базирующейся в Кэрол-Стрим, штат Иллинойс. Газета Washington Post называет Christianity Today «ведущим журналом евангелизма». Газета «Нью-Йорк Таймс» описывает его как «мейнстримный евангельский журнал». 4 августа 2022 года Рассел Д. Мур, известный своим осуждением и уходом с поста лидера Южной баптистской конвенции, был назначен новым главным редактором журнала Christianity Today. 
Тираж печатного издания Christianity Today составляет около 110 000 экземпляров, а онлайн-аудитория ChristianityToday.com составляет 2,2 миллиона человек. Основатель Билли Грэм заявил, что хочет «водрузить евангельский флаг посреди дороги, придерживаясь консервативной теологической позиции, но при этом придерживаясь определённого либерального подхода к социальным проблемам». Другие активные издания, которые в настоящее время активно публикуются в журнале Christianity Today, включают: Building Church Leaders, в котором размещены материалы по профессиональному образованию для евангелистов и священнослужителей. Church Law & Tax, в котором обсуждается соблюдение налогового законодательства. ChristianBibleStudies помогает в изучении Библии. ChurchSalary предоставляет церквям информацию о надлежащем вознаграждении. Журнал Ekstasis Magazine о христианском искусстве и средствах массовой информации, в частности, направлен на поощрение творчества в христианской культуре для лучшего повествования, построения мира и культурного представления. PreachingToday — это издание, специально предназначенное для тех, кто читает проповеди. SmallGroups — это журнал для руководителей небольших групп, занимающихся организацией новых церквей, таких как миссионерские группы, церкви в кафе, пабах или домашние церкви. 
Грэм начал издавать журнал как противовес «The Christian Century», ведущему независимому периодическому изданию протестантского течения, и как способ объединить сообщество евангельских христиан.

## История
Второй выпуск журнала «Christianity Today» вышел 15 октября 1956 года, и в первой редакционной статье под названием «Почему «Христианство сегодня»?» говорилось: «Христианство сегодня берет своё начало в глубоком желании донести историческое христианство до нынешнего поколения. Заброшенное, оскорблённое, искажённое — евангельское христианство нуждается в ясном голосе, чтобы говорить с убеждённостью и любовью и заявлять о своей истинной позиции и своей значимости в отношении мирового кризиса. Выросло поколение, не знающее основных истин христианской веры, преподанных в Священном Писании и выраженных в символах веры исторических евангельских церквей». 
Первым редактором журнала был Карл Ф. Х. Генри. Среди видных деятелей первых двух десятилетий журнала были Ф. Ф. Брюс, Эдвард Джон Карнелл, Фрэнк Гэбелейн, Уолтер Мартин, Джон Уорвик Монтгомери и Гарольд Линдселл. Линдселл стал преемником Генри на посту редактора, и во время его редакторского руководства большое внимание было уделено дебатам о безошибочности Библии. В дальнейшем редакционным руководством журнала занимались Кеннет Кантцер, Терри Мак и Дэвид Нефф. В. Гилберт Бирс был нанят четвёртым редактором в 1982 году, как сообщается, для расширения круга читателей журнала. С 2015 года по 3 января 2020 года главным редактором был Марк Галли. После ухода Галли на пенсию Дэниел М. Харрелл в течение года занимал пост главного редактора. Рассел Мур занял эту должность в августе 2022 года. Издание теперь включает печатную и электронную версии, а также различные вспомогательные продукты. Печатные и электронные материалы включают в себя статьи, новости по вопросам культуры, от христианской точки зрения до мировой церкви, мнения, обзоры и журналистские расследования. 
В автобиографии Билли Грэма 1997 года «Точно такой, какой я есть» он пишет о своём видении, идее и истории с Christianity Today и о своей ранней встрече с руководителем нефтяной компании Джоном Говардом Пью, чтобы основать издание. Большинство критиков характеризуют журнал Christianity Today как мейнстримное, интеллектуальное, центристское евангельское издание. 

### Редакционные статьи об импичменте президентов США
7 июня 1974 года в редакционной статье под названием «Следует ли Никсону уйти в отставку?», опубликованной во время слушаний по делу об импичменте президента Ричарда Никсона, газета Christianity Today писала, что «необходимо следовать конституционной процедуре, и следовать ей как можно скорее». Журнал не призывал к его отставке, а вместо этого заявил: «Если его оправдают, стране придётся переждать срок полномочий президента, чья способность эффективно функционировать серьёзно подорвана». 5 октября 1998 года, в связи с предстоящим импичментом президента Билла Клинтона, газета Christianity Today заявила в редакционной статье, что «неблаговидные поступки и безнравственные действия президента и его приближённых» скомпрометировали моральное лидерство его администрации, раскритиковав его признание, показанное по телевидению 17 августа, как «непримирительное». 
В редакционной статье, опубликованной 19 декабря 2019 года, на следующий день после того, как Палата представителей США объявила импичмент президенту Дональду Трампу за злоупотребление властью и воспрепятствование работе Конгресса, главный редактор Марк Галли, среди прочих критических замечаний, утверждал, что тот пытался использовать свою политическую власть, «чтобы заставить иностранного лидера преследовать и дискредитировать» кандидата в президенты Джо Байдена. Он утверждал: «Это не только нарушение Конституции; что ещё важнее, это глубоко безнравственно». Редакционная статья получила широкое освещение в СМИ и привлекла внимание Трампа и его союзников, которые в ответ попытались дискредитировать издание, причём первый назвал его «крайне левым», а почти 200 евангельских лидеров осудили его за редакционную статью. 

### Споры о сексуальных домогательствах
В 2022 году журнал опубликовал две статьи, в которых сообщалось, что ряд женщин сообщили об унизительном, неподобающем и оскорбительном поведении бывшего главного редактора Марка Галли и бывшего директора по рекламе Олатокунбо Олавойе, в то время как их поведение оставалось безнаказанным, а мужчины не подвергались дисциплинарным мерам, согласно внешней оценке культуры служения. В интервью Religion News Service Галли признал, что, возможно, «пересёк линию» во время своей работы редактором, но отрицал, что испытывал «какой-либо романтический или сексуальный интерес к кому-либо из Christian Today». В редакционной статье журнала генеральный директор Christianity Today Тимоти Далримпл признал, что общество, которому принадлежит и которое редактирует журнал, не смогло защитить сотрудников, и извинился за это, пообещав принять решительные и быстрые меры против сексуальных домогательств.

## Издания
Гарольд Майра, ставший президентом и генеральным директором журнала в 1975 году, считал, что «семья» журналов позволит распределить накладные расходы и придаст организации большую стабильность. Christianity Today, как онлайн-издание, так и журнал, является флагманским изданием, полностью эффективным в трёх основных областях: редакционная деятельность, распространение, реклама; поэтому многие статьи из их более обширных изданий часто распространяются через флагманское издание CT. Организация Christianity Today основывала или приобретала периодические издания в 1980-х и 1990-х годах, начав с «Leadership» — ежеквартального журнала для духовенства, вышедшего в 1980 году. 

### Действующие
На веб-сайте министерства ChristianityToday.org представлены все другие бренды для христианских мыслителей и церковных лидеров, включая такие издания, как интеллектуальный христианский обзор Books & Culture и веб-сайт для пасторов и церковных лидеров CT Pastors. Дополнительные веб-ресурсы включают Men of Integrity и Preaching Today. Многие из разделов, опубликованных в сети под вывеской Christianity Today, являются онлайн-наследием прекративших своё существование печатных изданий и даже названы в честь вышеупомянутых изданий. 

#### Ekstasis (2016–настоящее время)
Ekstasis — журнал, приобретённый Christianity Today в 2021 году. Изначально он был основан в 2016 году Конором Свитменом в Торонто, Канада. Журнал специализируется на христианском искусстве и медиа. 

#### Международные издания (2007–настоящее время)
Помимо английского, он доступен на 12 других языках: арабском, каталанском, китайском, филиппинском, французском, галисийском, немецком, индонезийском, итальянском, корейском, португальском, русском и испанском. Их публикации можно найти в этих языковых регионах, а также в Японии и Израиле.

#### Онлайн-присутствие
Миссия журнала заключается в том, чтобы «дать лидерам евангельской мысли чувство общности, согласованности и направления посредством вдумчивых библейских комментариев по вопросам и посредством внимательного, заботливого освещения новостей». Его присутствие в интернете началось в октябре 1994 года, когда он вошёл в десятку крупнейших поставщиков контента на всём сайте AOL. Затем, в 1996 году, был запущен их веб-сайт. Первоначально он назывался ChristianityOnline.com, прежде чем стать ChristianityToday.com. Сегодня ChristianityToday.com служит веб-сайтом журнала Christianity Today, в котором теперь есть отдельные разделы для пасторов местных церквей, репортажей, женщин, истории и читателей на испанском языке. 
В совокупности все бренды Christianity Today охватывают более 2,5 миллионов человек ежемесячно, если объединить печатные и цифровые просмотры, плюс более 5 миллионов просмотров страниц в месяц в интернете. Предлагается доступ (платный и бесплатный) к более чем 100 000 статей и другого контента на своих различных веб-сайтах. Они управляют несколькими автономными сайтами Christianity Today, включая SmallGroups.com, Preaching Today, Church Law & Tax и многими другими сайтами.

### Упразднённые
В 2005 году организация Christianity Today International публиковала 12 журналов, но после финансового спада 2008 года она была вынуждена закрыть несколько изданий. К 2017 году их число сократилось до трёх, поскольку многие из них стали частью «Christianity Today». 

#### Leadership Journal (1980–2016)
Первым «родственным изданием», добавленным к издательской группе Christianity Today, стал журнал «Leadership: A Practical Journal for Church Leaders», выпущенный в 1980 году. Подзаголовок чётко определял миссию журнала: это было ежеквартальное издание, ориентированное в первую очередь на духовенство и посвящённое практическим вопросам служения и церковного руководства. Первый выпуск журнала «Leadership» был распродан тиражом в 50 000 экземпляров, и издание стало прибыльным уже после первого выпуска. Журнал продолжал издаваться на протяжении 36 лет. После выпуска 37-го тома, выпуска 1 (зима 2016 г.), журнал Christianity Today прекратил выпуск печатного издания, заменив его расширенным содержанием журнала Christianity Today для пасторов и церковных лидеров, а также периодическими печатными приложениями и новым веб-сайтом CTPastors.com. 

#### Campus Life/Ignite Your Faith (1982–2009)
В 1982 году Christianity Today приобрёл журнал Campus Life, ориентированный на аудиторию старших классов, у некоммерческой организации Campus Life Publications, Inc., которая в 1980 году приобрела журнал Campus Life у Youth For Christ. В 2006 году название журнала было изменено на Ignite Your Faith. Он прекратил своё существование в 2009 году.

#### Partnership/Marriage Partnership (1984–2009)
Partnership был основан в 1984 году как журнал для жён священнослужителей. В 1987 году он был переименован в «Marriage Partnership» и расширил сферу своей деятельности, включив в неё браки вообще, а не только браки духовенства. Журнал прекратил издание в 2009 году.

#### Today’s Christian Woman (1985–2009)
Журнал Today’s Christian Woman был основан в 1978 году и приобретён организацией Christianity Today у компании Fleming H. Revell Co. в 1985 году. В 2009 году издание прекратило выпуск печатной версии и было заменено «цифровым журналом» под названием Kyria, который был доступен только в интернете, но по-прежнему требовал платной подписки для доступа, хотя и по более низкой цене, чем печатный журнал. В 2012 году название цифрового издания было изменено обратно на Today’s Christian Woman, а в 2016 году оно перестало выпускаться как регулярное цифровое периодическое издание. 

#### Christian History (1989–2008)
«Christian History» — журнал по истории христианства, впервые выпущенный в январе 1982 года Институтом христианской истории. В каждом выпуске было несколько статей, посвящённых одной теме. Изначально журнал выходил ежегодно, но затем стал ежеквартальным. Начиная с 22-го номера в 1989 году, издание Christianity Today взяло на себя управление журналом. Выпуск был прекращён после публикации выпуска №99 в 2008 году. В 2011 году Институт христианской истории возобновил ежеквартальный выпуск журнала. Архивы Christian History всё ещё можно найти на сайте ChristianityToday.com в специальном разделе.

#### Christian Reader/Today’s Christian (1992–2008)
Christian Reader, дайджест-журнал в духе Reader’s Digest, был основан в 1963 году основателем издательства Tyndale House Publishers Кеном Тейлором. В 1992 году журнал был приобретён журналом Christianity Today. В 2004 году название было изменено на Today’s Christian. В 2008 году журнал «Christianity Today» был продан «Significant Living».

#### Books & Culture (1995–2016)
Books & Culture — выходящий раз в два месяца книжный обзор и интеллектуальный журнал, созданный по образцу The New York Review of Books и The New York Times Book Review и издаваемый компанией Christianity Today International с 1995 по 2016 год. К моменту окончания периода издания в 2016 году тираж журнала составлял 11 000 экземпляров, а его читательская аудитория —  20 000 человек. Редактором журнала был Джон Уилсон, а среди видных авторов — Марк Нолл, Лорен Уиннер, Алан Джейкобс, Джин Бетке Элштейн и Мирослав Вольф. 

#### Virtue (1998–2000)
Журнал для христианок Virtue («Добродетель») был основан в 1978 году. В 1998 году журнал был приобретён Christianity Today у Cook Communications Ministries после того, как издательство внезапно закрыло журнал. Журнал «Christianity Today» возродил его и продолжал публиковать ещё два года, прежде чем прекратил издание после выпуска за декабрь/январь 2000 года.

#### Christian Parenting Today (1998–2005)
Christian Parenting Today (первоначально называвшийся Christian Parenting) был основан в 1989 году. В 1998 году Christianity Today приобрёл журнал у Cook Communications Ministries в рамках той же сделки, в которой он приобрёл Virtue. Публикация прекращена в 2005 году.

#### Men of Integrity (1998–2017)
Men of Integrity — журнал для христиан-мужчин, издаваемый издательством Christianity Today и выходивший раз в два месяца. Он был создан в 1998 году совместно с евангельской мужской организацией Promise Keepers. Публикация журнала прекращена с номером за ноябрь-декабрь 2017 года.

## Книжные премии
Ежегодно журнал Christianity Today публикует список номинантов на книжную премию Christianity Today, который описывается как «Наш выбор книг, которые, скорее всего, окажут влияние на евангельскую жизнь, мышление и культуру», а также выбирает книгу года по версии журнала Christianity Today.